# Mond über Parador
Mond über Parador (Moon Over Parador) ist eine US-amerikanische Filmkomödie von Paul Mazursky aus dem Jahr 1988.

## Handlung
Jack Noah ist ein erfolgloser Schauspieler in New York. Er wird für eine Rolle in einem in Parador gedrehten Film engagiert. Während der Dreharbeiten stirbt Präsident Alphonse Simms, der Diktator des Landes, an einem Herzinfarkt. Seine rechte Hand, Roberto Strausmann, bietet Noah an, den ihm äußerlich ähnlichen Simms zu spielen. Er sagt dem Schauspieler, die Rolle sei „die Rolle seines Lebens“. Strausmann schmeichelt Noah und droht ihm.
Noah willigt ein. Er hält gleich am zweiten Tag eine Rede, bei der er improvisiert. Die Menschenmenge ist begeistert. Die Hausangestellten bemerken die Täuschung, wollen aber ihre Stelle behalten und sprechen über die Beobachtungen nur unter sich.
Noah hat eine Affäre mit der Mätresse des verstorbenen Präsidenten, Madonna Mendez. Sie erkennt ihn zwar, möchte aber die prominente Stellung der Geliebten des Diktators behalten. Noah und Mendez zeigen sich zusammen in der Öffentlichkeit und verkünden über die Medien ihre Verlobung.
Die Rolle wird Noah zunehmend langweilig. Nachdem die Rebellen auf ihn einen Anschlag verübt haben, ruft er Wahlen aus. Ein US-amerikanischer Experte für Filmspezialeffekte hilft ihm dabei, einen erneuten Anschlag und seinen Tod zu fingieren. Mendez zeigt auf Strausmann als Hintermann der Tat, die aufgebrachte Menge lyncht ihn. Sie wird später die neue Präsidentin des Landes.
Noah kehrt nach New York zurück, wo er sich um eine neue Rolle bewirbt.

## Kritik
- Roger Ebert bezeichnete den Film in der Chicago Sun-Times vom 9. September 1988 als „enttäuschend“. Der Regisseur mache sich zu sehr über das klischeehaft dargestellte Land Parador lustig, statt die Darsteller mehr in den Mittelpunkt zu stellen. Der Film sei unnötig „warmherzig“ und „süß“; Richard Dreyfuss spiele gut, wirke aber zu „menschlich“.[1]
- film-dienst 10/1989: „Schwungvoll inszenierte und treffsicher gespielte Komödie mit satirischen Spitzen gegen die Mittelamerika-Politik der USA und ironischer Beleuchtung der Eitelkeiten des Filmbetriebs, die allerdings gegen Ende an Fahrt und Biß verliert.“
- epd Film 6/1989: „Auch in Mond über Parador bleibt Mazursky seiner leichten und humorvollen Erzählweise treu. Mit liebevoller Ironie wendet er sich der Zunft der Schauspieler und ihrem durchaus auch eiteln und bedenkenlosen Erfolgsstreben zu.“

## Auszeichnungen
Raul Julia und Sonia Braga waren 1989 für einen Golden Globe nominiert.
Die Deutsche Film- und Medienbewertung FBW in Wiesbaden verlieh dem Film das Prädikat wertvoll.

## Hintergrund
Der Film wurde in New York und in Brasilien gedreht. Er spielte in den US-Kinos ca. 11,4 Millionen Dollar ein.